# Europese kampioenschappen judo 1978 (mannen)
De Europese kampioenschappen judo 1978 werden van 5 tot en met 7 mei 1978 gehouden in Helsinki, Finland. 

## Resultaten
| Gewichtsklasse | Goud                 | Zilver             | Brons                               |
| -------------- | -------------------- | ------------------ | ----------------------------------- |
| – 60 kg        | Felice Mariani       | Ferenc Szabó       | Reinhard Arndt Evgeny Pogorelov     |
| – 65 kg        | Torsten Reißmann     | Nikolai Solodukhin | József Tuncsik Dragan Kosic         |
| – 71 kg        | Günter Krüger        | Engelbert Dörbandt | Neil Adams Károly Molnar            |
| – 78 kg        | Harald Heinke        | Adam Adamczyk      | Bernard Tchoullouyan Jurek Jatowitt |
| – 86 kg        | Aleksandrs Jackēvičs | Detlef Ultsch      | Wolfgang Frank Jürg Röthlisberger   |
| – 95 kg        | Dietmar Lorenz       | Angelo Parisi      | Robert Van de Walle Vladimir Gurin  |
| + 95 kg        | Peter Adelaar        | Imre Varga         | Jean-Luc Rougé Serhei Novikov       |
| Open           | Dietmar Lorenz       | Jean-Luc Rougé     | Imre Varga Dzhibilo Nizharadze      |

## Medailleklassement
| Plaats | Land                           | Goud | Zilver | Brons | Totaal |
| 1      | Duitse Democratische Republiek | 5    | 1      | 1     | 7      |
| 2      | Sovjet-Unie                    | 1    | 1      | 4     | 6      |
| 3      | Italië                         | 1    | –      | –     | 1      |
| 3      | Nederland                      | 1    | –      | –     | 1      |
| 5      | Hongarije                      | –    | 2      | 3     | 5      |
| 6      | Frankrijk                      | –    | 2      | 2     | 4      |
| 7      | Bondsrepubliek Duitsland       | –    | 1      | 1     | 2      |
| 8      | Polen                          | –    | 1      | –     | 1      |
| 9      | Joegoslavië                    | –    | –      | 1     | 1      |
| 9      | Verenigd Koninkrijk            | –    | –      | 1     | 1      |
| 9      | Oostenrijk                     | –    | –      | 1     | 1      |
| 9      | Zwitserland                    | –    | –      | 1     | 1      |
| 9      | België                         | –    | –      | 1     | 1      |
|        | Totaal                         | 8    | 8      | 16    | 32     |